# Divisões administrativas em 1946
Nesta página encontrará referências aos acontecimentos directamente relacionados com a regiões administrativas ocorridos durante o ano de 1946.

## Eventos
- 18 de Setembro - Recriação do território brasileiro do Iguaçu e de Ponta Porã.
- É criada a "província ultramarina" do Estado da Índia Portuguesa